# Maison de la Gaieté
La maison de la Gaieté est un ancien cabaret situé 4 route des Mosaïques à Chérac, dans le département français de la Charente-Maritime en région Nouvelle-Aquitaine. L'immeuble a été inscrit au titre des monuments historiques en 2007.

## Historique
Ancien cabaret aux façades décorées d'un million de fragments de vaisselle par ses propriétaires, Ismaël et Guy Villéger, entre 1937 et 1952, est un exemple d'art populaire ou "art naif" qui faillit être démoli et reste en péril .
La maison est inscrite au titre des monuments historiques par arrêté du 24 août 2015.